# Days of Wonder
Days of Wonder är en brädspelutgivare som sedan 2014 ägs av Asmodee Group. Företaget står bakom titlar som Ticket to Ride, Small World och Memoir 44. Företaget grundades 2002 av bland annat Eric Hautemont. Days of Wonder distribuerar spel i 35 länder. Spelen är till största del brädspel av tysk stil och på senare tid har de även lanserat onlinespel.

## Utmärkelser
2004 fick Days of Wonder utmärkelsen Spiel des Jahres för deras brädspel, Ticket to Ride, av Alan R. Moon. Företaget var då den yngsta utgivaren någonsin att får utmärkelsen. Ticket to Ride är företagets bäst säljande serie.
Spelet Shadows Over Camelot vann en speciell Spiel des Jahres pris som Bästa Fantasyspel år 2006. Under 2009 fick spelet Smallworld tre utmärkelser inklusive "Best Game of the Year", "Best Family Game" och "Best Game Artwork" från Dice Tower Gaming Awards.